# Aleksandropolis
Aleksandropolis (prej turško Dedeağaç) je mesto in pristanišče v Trakiji (Grčija), ki leži ob ustju reke Marice; je glavno mesto pokrajine Evros. Mesto ima 67.000 prebivalcev.

## Partnerska mesta
- Burgas, Bolgarija